# Hoeverheide
Hoeverheide är en skog i Belgien.   Den ligger i provinsen Limburg och regionen Flandern, i den nordöstra delen av landet, 80 km nordost om huvudstaden Bryssel.
I omgivningarna runt Hoeverheide växer i huvudsak barrskog. Runt Hoeverheide är det ganska tätbefolkat, med 149 invånare per kvadratkilometer.